# Révolution d'Août
Le nom de révolution d’Août (vietnamien : Cách mạng tháng Tám) désigne, en Indochine française, les événements révolutionnaires allant d'août 1945 à la déclaration d’indépendance de la république démocratique du Viêt Nam, au matin du 2 septembre. La révolution s'est produite dans le contexte de la capitulation de facto du Japon et cette révolution a renversé la monarchie vietnamienne pour établir une république. Cependant, le nouvel État n'est initialement reconnu par aucun pays et son autorité au sud du 16e parallèle sera bientôt remise en cause par le retour des Français, reconnus par les Alliés. 
Lors de cette révolution, le Việt Minh prend provisoirement le pouvoir, après environ un siècle de colonisation française, avant l'intervention dans le même mois d'août 1945 des forces alliées, d'abord britanniques (au sud) et chinoises (au nord), puis françaises (le Corps expéditionnaire français en Extrême-Orient).
Cet épisode est l'un des préludes à la guerre d'Indochine (1946-1954). Il intervient à la suite de la capitulation du Japon, dans un contexte chaotique, où l'Indochine française se trouve désorganisée après le coup de force japonais du 9 mars 1945. Pendant et après la révolution, les communistes du Việt Minh détenaient le pouvoir dans la majeure partie du pays, le reste appartenant à des factions non communistes. Le pouvoir du Việt Minh en Cochinchine était le plus faible. Un conflit de facto entre factions communistes et non communistes aurait lieu après la création du nouvel État. Les non-communistes coopéreront avec la France pour établir l'État du Viêt Nam, dirigé par l'ancien empereur Bảo Đại, en 1949.

## Contexte

### Invasion japonaise
En septembre 1940, l'empire du Japon a imposé à la France la présence de ses troupes en Indochine française. Il semble que cet accord entre le gouvernement de Vichy et le Japon ait provoqué l’embargo sur les métaux ferreux et les produits pétroliers décrété par Franklin Delano Roosevelt contre le Japon, ce qui a été l'une des causes de l'entrée de l'Empire dans la Seconde Guerre mondiale.
Le commandement japonais n’avait ni le désir ni les moyens d’assurer lui-même l’administration du pays qu’il occupait seulement comme base de départ pour l’offensive contre les Philippines, la Malaisie et la Birmanie à travers la Thaïlande et pour priver la Chine méridionale de la voie de ravitaillement par le chemin de fer du Yunnan.
Dans les villes, l’agitation nationaliste prend de l'ampleur, une rivalité opposant le parti Dai Viêt (nationaliste pro-japonais) au VNQDĐ (Việt Nam Quốc Dân Đảng, nationaliste prochinois, lié au Kuomintang). Le Parti communiste indochinois (PCI), créé en Chine par Nguyèn Ai Quoc, le futur Hô Chi Minh, s'est reconstitué, ses militants se regroupaient autour de leaders, comme Võ Nguyên Giáp, Phạm Văn Đồng, Hoang Van Hoang, Vu Anh et Phung Chi Kien. En mai 1941, le PCI crée la ligue Việt Minh. Dans les « hautes régions », Võ Nguyên Giáp prépare l'Armée populaire vietnamienne à partir de la brigade de propagande armée, avec l'aide du détachement 101 de l'OSS des États-Unis, Roosevelt, le président américain, ne voulant plus qu'il y ait de territoires colonisés après la guerre.

### Coup de force de mars 1945 et famine au Viêt Nam
Après plus de quatre ans de cette coexistence franco-japonaise en Indochine, les Japonais, craignant une invasion des Alliés sur le territoire indochinois, réalisent le 9 mars 1945 un coup de force, en éliminant l’armée et l’administration coloniales françaises de toute l’Indochine.
Au matin du 10 mars 1945 l’Indochine s’est retrouvée sans armées Françaises, tous incarcérées, sauf quelques exceptions assiégées dans leurs forts. Les Japonais ont réussi militairement, en une nuit, à faire ce que les indépendantistes vietnamiens avaient vainement tenté de faire depuis des décennies.
La situation est exceptionnelle pour les nationalistes vietnamiens, vivant souvent dans la clandestinité ou réfugiés en Chine et en Thaïlande, et leur permet d'espérer un accès au pouvoir.
L’empereur Bao Daï, après avoir reçu la visite de l'ambassadeur japonais Yokoyama, proclame le 11 mars l'indépendance des protectorats d'Annam et du Tonkin et leur union au sein de l'empire du Viêt Nam, s'engageant dans la collaboration avec le Japon.
Dès avril 1945, alors que les militaires rescapés du coup de force et les commandos français parachutés par la Force 136 britannique manquent de moyens pour mener des actions d'envergure, le Việt Minh reçoit l'aide des services secrets américains de l'OSS qui parachute la Deer Team et de l'armement pour former 5 000 guérilleros afin de lutter contre le Japon.
Par ailleurs, les mauvaises récoltes de 1944-1945, conjuguées à la désorganisation totale des infrastructures à la suite des bombardements alliés, au manque de moyens du gouvernement vietnamien et aux réquisitions japonaises, privent le Tonkin du riz de la Cochinchine et provoque une terrible famine, causant des centaines de milliers de morts, si ce n'est un million.

## Révolution d'août 1945
Depuis le 4 mai 1945, Hô Chi Minh habite le village de Tan Trao à l'est de Tuyen Quang. Il est informé par les Américains des bombardements nucléaires sur Hiroshima le 6, et Nagasaki le 9 août.
Le 13 août, le PCI et le Directoire du front Vietminh créent le Comité d'insurrection nationale présidé par Truong Chinh qui coopte, le 16 août, un comité provisoire de libération nationale de 5 membres où les communistes staliniens s'octroient 4 postes.
Le 15 août, l'empereur Hirohito annonce, dans une allocution radiophonique, la capitulation du Japon.
Bao Daï tente de garder la main en déclarant vouloir maintenir l'indépendance, mais le Front Việt Minh n'est pas pris au dépourvu et le 16 août, la milice Tu Vé est déjà en train de prendre le contrôle de la situation à Hanoï.
Les trotskystes, les pro-chinois VNQDD et DMH sont les plus virulents, ils agressent sauvagement les Français, les métis et les Annamites francophiles à la recherche d'armes.
Le 17 août, les indépendantistes de toutes tendances commencent à prendre le contrôle de Hanoï sous l’œil bienveillant des Japonais qui les laissent faire, assurant une sécurité laxiste des Européens.

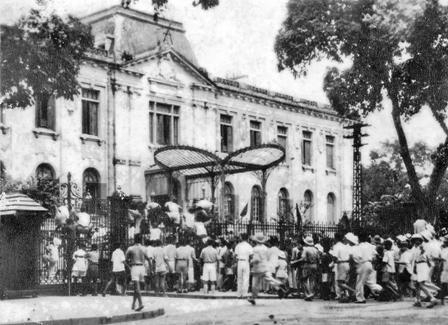
Rassemblement pro-communiste devant le palais du Tonkin, 19 août 1945.

Le 19 août, une grande effervescence populaire a lieu à Hanoï. Le même jour, Bao Daï lance à Charles de Gaulle « l'appel d'un ami et non d'un chef » en lui demandant de reconnaître l'indépendance. Une importante manifestation orchestrée par le Việt Minh a lieu, et la population prend d'assaut le palais du gouverneur royal du Tonkin, sous l’œil passif des Japonais. Dirigeant une foule de 20 000 à 25 000 personnes, les indépendantistes parviennent à occuper les bâtiments publics, obtenant des Japonais la libération de 400 détenus et la remise d'armes confisquées aux Français en mars.
Le 20 août, Bao Daï adresse un message à Harry Truman.

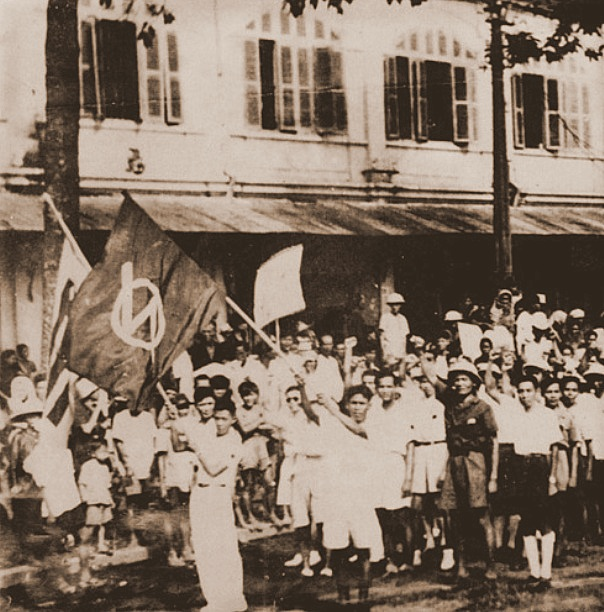
Meeting trotskyste à Saïgon, 21 aout 1945.

Ho Chi Minh quitte Tan Trao le 22 août pour Hanoï où il arrive le 26. Il forme un gouvernement provisoire et rédige une proclamation d'indépendance.
Le 22 août, Bảo Đại envisage de proposer au Front Viet Minh de former un nouveau gouvernement avec eux, mais, sommé d'abdiquer, il obtempère le 25 et remet les symboles de sa souveraineté, le sceau et l'épée d'or, à une délégation Việt Minh. Il est conservé par les indépendantistes comme « conseiller politique ».
Le 26 août, arrive à Hanoï la petite armée de Giap, après des tractations avec le commandement japonais. « Révolution si vous voulez, mais champ de bataille, non ! » aurait dit le général Tsuchihashi.
Le 29 août, Hô Chi Minh fait une apparition publique à Hanoï, prenant un bain de foule et décrétant la formation d'un gouvernement dont il s'arroge la présidence et le ministère des Affaires étrangères.

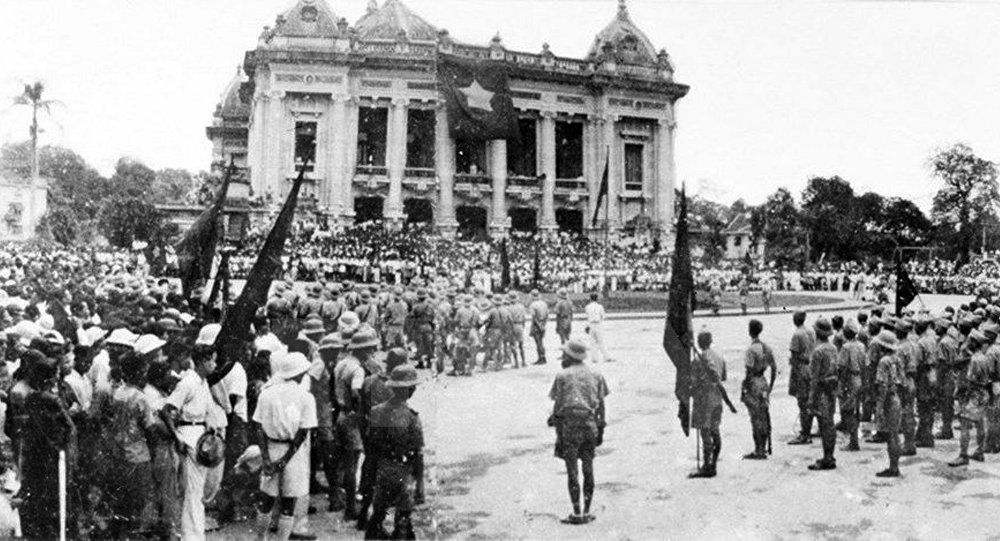
Rassemblement pro-Việt Minh devant l'opéra de Hanoï, 30 août 1945.

En laissant au Việt Minh la maîtrise du Nord du Việt Nam, les Japonais contribuent délibérément à créer une situation impossible pour la France. Des « comités populaires » indépendantistes prennent le contrôle de nombreux villages.
Dans la colonie de Cochinchine, les communistes disposent de moins d'hommes et doivent composer avec les autres partis nationalistes et les sectes, et les Japonais sont également davantage présents militairement. Le capitaine Pierre Messmer et l'administrateur colonial Jean Cédile sont parachutés hasardeusement l'un au Tonkin, l'autre à la frontière cambodgienne pour y représenter le gouvernement provisoire de la République française (GPRF), tous les deux en tant que commissaires de la République, mais ils sont capturés, l'un par le Việt Minh, l'autre par les Hoa Hao qui le vendront aux Japonais.
Le 22 août, le général Leclerc, arrivé à Kandy (Ceylan) pour préparer le débarquement de ses troupes, s'entend dire par Lord Mountbatten que, en application des accords de la conférence de Potsdam, Britanniques et Chinois pénètreront les premiers en Indochine. Le même jour, le Việt Minh organise une manifestation à Saïgon, et obtient la création d'un comité provisoire exécutif du Sud Viêt Nam, où il détient sept postes sur neuf.
Jean Sainteny, commissaire du gouvernement gaulliste, arrive de Chine en fin août, transporté par un avion américain. Il parvient à débarquer à Hanoï mais est rapidement isolé par les Japonais, qui pactisent avec les indépendantistes, et par les Chinois, qui arrivent pour désarmer les Japonais.
Dans le courant des mois d'août et de septembre, des membres du Việt Minh s'emploient à liquider la concurrence politique et commettent de multiples assassinats, visant notamment le Parti constitutionnaliste indochinois, dont le chef Bùi Quang Chiêu est assassiné, et la secte néo-bouddhique Hoa Hao.
La répression vise particulièrement les trotskistes vietnamiens, dont des dizaines sont traqués et abattus. Le 25 août, un service de Sécurité d'État est organisé à Saïgon, sur le modèle soviétique, et multiplie les arrestations d'opposants.
Le Việt Minh crée également un « Comité d'assassinat d'assaut », en grande partie recruté dans les rangs de la pègre, qui pratique intimidations et assassinats. 450 Français et Eurasiens seront tués ou enlevés dans la cité Héraud. Les exactions commises par des indépendantistes vietnamiens sont souvent d'initiative locale, mais l'appareil du mouvement et sa guerre interne pousse à la violence.

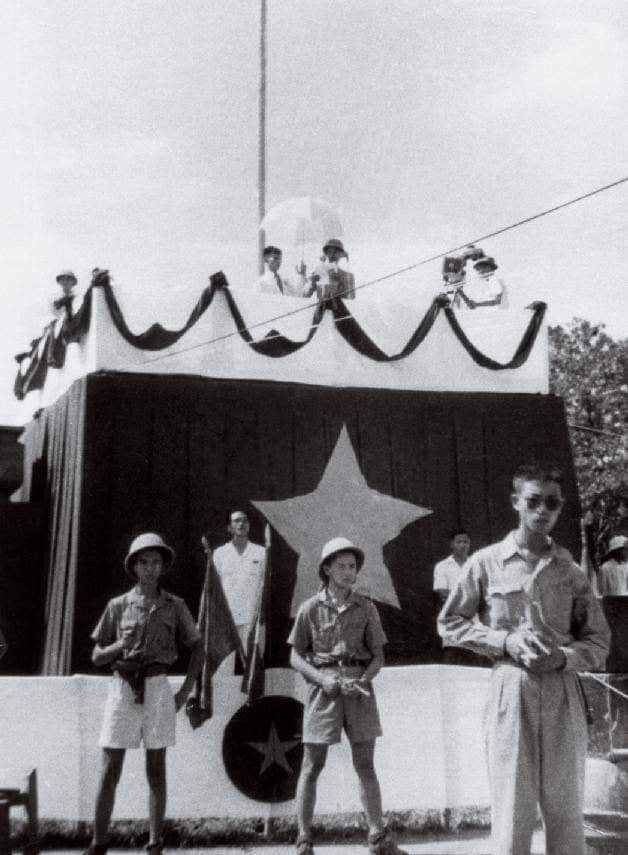
Ho-chi-Minh lisant la proclamation d'indépendance sur la place Ba Dinh le 2 septembre 1945.

Le 2 septembre jour de la signature de la reddition japonaise, Hô Chi Minh proclame l'indépendance du pays au nom du Gouvernement provisoire de la république démocratique du Viêt Nam place Ba Dinh, en présence du staff de l'OSS américain.

## Après-coup
La situation demeure extrêmement tendue dans les mois qui suivent, tandis que les troupes japonaises, toujours présentes sur le territoire, demeurent l'arme au pied. Les troupes de la république de Chine investissent le Tonkin, le Việt Minh s'abstenant de résister à leur incursion. Hô Chi Minh essaie, sans succès, de faire reconnaître son gouvernement par les États-Unis.
La 20e division indienne du général Gracey de l'Armée des Indes britanniques pénètre à partir du 12 septembre dans Saïgon avec les commandos français du Corps léger d'intervention (futur 5e RIC).
Les Français, encore peu nombreux, ne reprennent que progressivement et imparfaitement le contrôle du pays.
Cédile, ignorant de la situation, tente de prendre langue avec Tran Van Giau, le chef autoproclamé du Viet-minh dans un contexte de très grande tension politique.
À Saïgon, les staliniens imposent leur autorité par la terreur : des personnes arrêtées sont jugées par des tribunaux populaires et exécutées d'une balle dans la nuque, ou bien ligotées en brochettes et jetées dans le Mékong. Le Viêt Minh passe aux seules mains des communistes staliniens.
Le général britannique Gracey tente de ramener l'ordre à Saïgon, décrétant un couvre-feu, suspendant les journaux en langue locale, ordonnant aux insurgés annamites de rendre leurs armes. Malgré les réticences de Cédile, qui ne souhaite pas faire libérer les soldats français du 11e RIC, internés depuis le 9 mars 1945, les soupçonnant d'être anti-gaullistes, Gracey les fait libérer et réarmer.
Dans la nuit du 22 au 23 septembre, les officiers et les valides du 11e RIC reprennent manu militari les bâtiments administratifs et se vengent et commettent des exactions mettant en fuite les comités révolutionnaires constitués de nationalistes et surtout de voyous et de droit commun libérés de Poulo Condore par les Japonais, après en avoir arrêté et emprisonné un millier. Cédile commet l'erreur de faire réintégrer le RIC dans ses quartiers et fait libérer les tueurs. Les nationalistes trotskystes réagissent en ordonnant une grève générale.

### Massacres de Saïgon
Les 24, 25 et 26 septembre 1945, des émeutes anticolonialistes anti-françaises éclatent à Saïgon, des éléments se réclamant du Front Việt Minh traquent les Européens, les Eurasiens, et les Vietnamiens francophiles amis et employés des européens. Des dizaines de cadavres mutilés sont retrouvés dans les rues de la ville.
À la cité Héraud, résidence habitée par de petits fonctionnaires blancs ou eurasiens, environ 150 personnes sont massacrées dans la nuit du 24 au 25 septembre et 150 autres disparaissent : l'implication directe du Việt Minh n'est pas avérée, d'aucuns incriminant des criminels de droit commun libérés par les Japonais, ou bien des membres du Binh Xuyen, une triade liée au Việt Minh. Environ 200 personnes sont enlevées ; seuls quelques dizaines d'otages seront retrouvés, grâce aux opérations commando du Corps léger d'intervention et du 11e RIC.
Les Britanniques s'efforcent ensuite de ramener le calme en augmentant leurs effectifs militaires, contraignant également les troupes japonaises désarmées à sortir de leur inactivité et à reprendre leurs patrouilles et la garde d'établissements.
Avec l'aide de volontaires, l'administration française et ses forces de police recommencent progressivement à fonctionner, jusqu'à l'arrivée du Haut commissaire d'Argenlieu qui va, à sa manière, purger l'administration de tous les anciens collaborateurs de l'Amiral Decoux et les remplacer par des gens qui se disent Free French et que d'aucuns appelleront des  incapables.
Les accrochages se poursuivent avec le Việt Minh, jusqu'à ce que Gracey obtienne une trêve le 2 octobre avec Tran Van Giau.
Leclerc arrive à Saïgon le 5 octobre, et le gros des troupes du corps expéditionnaire français en Extrême-Orient, la 9e DIC (Division d'Infanterie Coloniale), ne débarqueront en Indochine qu'à partir du 15 octobre.
Selon Jacqueline Denier, « le nombre des victimes de ces journées des 24-25-26 septembre a pu être estimé à près de 300 Français et à peu près autant de Vietnamiens ».
Un monument dédié aux victimes des 24-25-26 septembre 1945 « Morts pour la France » à Saïgon est érigé au cimetière de Nogent-sur-Marne.

### Accords Hô-Sainteny
En mars 1946, les accords Hô-Sainteny reconnaissent le Việt Nam indépendant, contre la volonté de Giap, au sein de l'Union française, mais, ils sont rendus caducs dès le mois de juin, par la proclamation de la république de Cochinchine, initiative de sabordage de l'amiral d'Argenlieu.
À l'été 1946, la conférence de Fontainebleau échoue à régler le contentieux entre le gouvernement français et le Việt Minh. Hô Chi Minh qui est rentré de Fontainebleau les mains vides, avec seulement un accord de modus vivendi, tente de rétablir son autorité en annonçant la dissolution du gouvernement. Il garde ainsi la maîtrise du jeu en évitant momentanément un conflit ouvert avec le clan Giap.
Durant son absence, Giap, intérimaire tout puissant, craint un coup de force du VNQDD et DMH, les nationalistes pro-chinois. Giap et les faucons du Viet Minh vont les prendre de court en leur faisant une chasse impitoyable à la stalinienne. Ils les chassent de l'assemblée nationale ou les éliminent jusqu'au dernier. Durant le modus vivendi, les milices vietnamiennes continuent de provoquer et d'agresser les militaires français. La situation politique débouche à l'hiver 1946 sur la guerre d'Indochine.